# Gods of War
Gods of War е десетият студиен албум на американската метъл група Manowar, издаден през 2007.
Музиката в албума силно е повлияна от симфоничния метъл, в него са използвани клавишни инструменти, хор и симфоничен оркестър (програминг).

## Списък на песните

### Стандартно издание
1. Overture to the Hymn of the Immortal Warriors (Джоуи Демайо) – 6:19
2. The Ascension (Демайо) – 2:30
3. King of Kings (Демайо) – 4:17
4. Army of the Dead, Part I (Демайо) – 1:58
5. Sleipnir (Карл Логан, Демайо) – 5:13
6. Loki God of Fire (Демайо) – 3:49
7. Blood Brothers (Демайо) – 4:54
8. Overture to Odin (Демайо) – 3:41
9. The Blood of Odin (Демайо) – 3:57
10. The Sons of Odin (Демайо) – 6:23
11. Glory Majesty Unity (Демайо) – 4:41
12. Gods of War (Демайо) – 7:25
13. Army of the Dead, Part II (Демайо) – 2:20
14. Odin (Демайо) – 5:26
15. Hymn of the Immortal Warriors (Демайо) – 5:29

#### Бонус Трак
Die for Metal
е включена във всички копия на албума, но е представена като бонус трак, защото не е част от концепцията на албума
1. Die for Metal (Логан, ДеМайо) – 5:16

Die for Metal е включена във видео играта Brütal Legend.

## Класации
| Year | Chart                       | Peak position |
| ---- | --------------------------- | ------------- |
| 2007 | Finnish Albums Chart        | 12            |
| 2007 | German Albums Chart         | 2             |
| 2007 | Greek Albums Chart          | 2             |
| 2007 | Italian Albums Chart        | 35            |
| 2007 | Austrian Albums Chart       | 9             |
| 2007 | Norwegian Albums Chart      | 36            |
| 2007 | Swedish Albums Chart        | 17            |
| 2007 | Billboard Heatseekers Chart | 20            |
| 2007 | Billboard Independent Chart | 46            |

## Състав
- Ерик Адамс – вокали, клавишни
- Карл Логан – китара
- Джоуи Демайо – бас китара и осем струнна бас китара, пиколо бас, клавишни, инженер, продуцент
- Скот Кълъмбъс – барабани

### Допълнителен състав
- Джо Розлър – аранжимент на хор и оркестър